# Wulf Eckart Voß
Wulf Eckart Voß (* 1945) ist ein deutscher Jurist.

## Leben
Er studierte in Göttingen. Nach der Promotion 1982 in Göttingen war er für drei Jahre in Schleswig-Holstein Richter. Nach der Habilitation 1988 an der Universität Göttingen (venia legendi für Bürgerliches Recht, Privatrechtsgeschichte der Neuzeit und Römisches Recht) erhielt er 1989 einen Ruf auf eine Fiebiger-Professur an der Universität Osnabrück.
Seine Forschungsschwerpunkte sind römisches Recht in der Antike, Rezeptionsgeschichte, Universitätsgeschichte, Korporationsrecht, neuere Rechtsgeschichte des 19. und 20. Jahrhunderts und Kautelarjurisprudenz.

## Schriften (Auswahl)
- Recht und Rhetorik in den Kaisergesetzen der Spätantike. Eine Untersuchung zum nachklassischen Kauf- und Übereignungsrecht. Frankfurt am Main 1982, ISBN 3-923615-02-7.
- mit Okko Behrends und Malte Diesselhorst (Hg.): Römisches Recht in der europäischen Tradition. Symposion aus Anlaß des 75. Geburtstages von Franz Wieacker. Ebelsbach 1985, ISBN 3-88212-044-4.
- mit Frank Theisen (Hg.): Summe – Glosse – Kommentar. Juristisches und Rhetorisches in Kanonistik und Legistik. Osnabrück 2000, ISBN 3-934005-01-2.
- mit Ronald G. Asch und Martin Wrede (Hg.): Frieden und Krieg in der Frühen Neuzeit. Die europäische Staatenordnung und die außereuropäische Welt. München 2001, ISBN 3-7705-3540-5.